# HM Fort Roughs
HM Fort Roughs fue una de varias instalaciones de la Segunda Guerra Mundial que fueron diseñadas por Guy Maunsell y conocidas colectivamente como His Majesty's Forts o como Maunsell Sea Forts; su propósito era proteger el puerto de Harwich, Essex y, más ampliamente, el estuario del Támesis. Esta instalación naval artificial de 4500 toneladas es similar en algunos aspectos a las plataformas petrolíferas «fijas» en alta mar. Está situado en Rough Sands, un banco de arena ubicado aproximadamente a 11 kilómetros (6 millas náuticas) de la costa de Suffolk, y a 13 kilómetros (7 millas náuticas) de la costa de Essex. 
A día de hoy, es la ubicación del Principado de Sealand, micronación autoproclamada y no reconocida.

## Historia

### 1942: Construcción, posicionamiento, ocupación

Las etapas del hundimiento del fuerte naval.

Como señala una sociedad histórica contemporánea, Fort Roughs o las "Rough Towers" fue "el primero de los cuatro fuertes navales diseñados por G. Maunsell para proteger el estuario del Támesis". El fuerte marino artificial fue construido en un dique seco en Red Lion Wharf, Gravesend, en el año anterior y en 1942.[cita requerida]
Esta instalación naval artificial es similar en algunos aspectos a las primeras plataformas petrolíferas marinas "fijas".[cita requerida] Consistía en una base de pontón de concreto armado rectangular de 51 por 27 m, con una superestructura de soporte de dos torres huecas de hormigón armado de 60 pies (18 m) de alto y 24 pies (7.3 m) de diámetro y paredes de aproximadamente 3,5 pulgadas (9 cm) de espesor. Se estima que el peso total fue de aproximadamente 4.500 toneladas. Las torres gemelas de soporte de hormigón se dividieron en siete pisos, cuatro para los cuartos de la tripulación; el resto proporcionó áreas de comedor, operativas y de almacenamiento, por ejemplo, para varios generadores y para tanques de agua dulce y municiones antiaéreas.[cita requerida] Había una estructura de acero en un extremo que sostenía un muelle de aterrizaje y una grúa que se usaba para izar suministros a bordo;[cita requerida] el propio embarcadero de madera se conoció como un "delfín".
Las torres se unieron por encima de la línea de flotación final mediante una plataforma de acero sobre la que se podrían agregar otras estructuras; esto se convirtió en una cubierta de armas, en la que se construyeron una cubierta superior y una torre central. Se colocaron cañones antiaéreos QF de 3.7 pulgadas [cita requerida]   en cada extremo de esta cubierta principal, con otros dos cañones antiaéreos Bofors de 40 mm y las instalaciones de radar de la torre central encima de una sala de estar central que contenía una cocina, cuartos médicos y oficiales.
El fuerte fue remolcado desde la estación de desmagnetización en los muelles de Tilbury por cuatro remolcadores: "Dapper", "Crested Cock", "King Lear" y "Lady Brassey". Aunque partió de los muelles de Tilbury en la mañana del 9 de febrero de 1942, un viaje lleno de acontecimientos significó que no llegó a su destino final hasta las 16:00 del 11 de febrero de 1942. Mantenido en su lugar por el remolcador "Dapper", su base se inundó intencionalmente de modo que se hundió en unos 37 pies (11 m) de agua, y se detuvo en el banco de arena a las 16:45. Su ubicación en Rough Sands, en ese momento estaba situado en aguas internacionales, aunque la superestructura del buque por encima de la línea de flotación permaneció visible desde la costa de Inglaterra.[cita requerida]
El HM Fort Roughs estaba en funcionamiento a los 30 minutos de su botadura: la tripulación había estado a bordo durante el acondicionamiento en el puerto y conocía bien el equipo del fuerte. Aproximadamente 100 hombres fueron asignados a la barcaza antes del despliegue en Rough Sands; a partir de entonces, el fuerte fue ocupado por 150-300 efectivos de la Royal Navy, lo que continuó durante la Segunda Guerra Mundial. Al final de las hostilidades, todo el personal original fue evacuado de HM Fort Roughs.

### 1956: Retiro del personal a tiempo completo

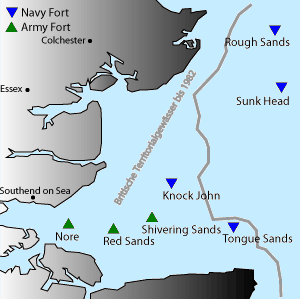
Las ubicaciones de los siete fuertes de Maunsell frente a la costa este de Inglaterra con HM Fort Roughs arriba a la derecha.

Las entidades oficiales del gobierno británico utilizaron Roughs Tower para una variedad de propósitos hasta 1956 cuando finalmente se eliminó a todo el personal a tiempo completo. Roughs Tower permaneció identificado por su nombre en las boyas colocadas en su posición por el Ministerio de Defensa que se mantienen bajo un acuerdo con Trinity House. Su propósito es advertir a las embarcaciones de este obstáculo, especialmente en tiempos de niebla porque las rutas de navegación concurridas cruzan el área con embarcaciones que van y vienen del puerto de contenedores de Felixstowe, Suffolk, y el puerto de Harwich, Essex. Ordnance Survey ahora identifica el antiguo fuerte de barcazas marinas como Roughs Tower en sus cartas.

### 1966: Ocupación
En 1966 Paddy Roy Bates, que operaba Radio Essex, y Ronan O'Rahilly , que operaba Radio Caroline, ocuparon Fort Roughs. Después de desacuerdos, Bates se apoderó de la torre como propia. En 1967, Bates decidió crear un estado propio, posteriormente conocido como el Principado de Sealand, fundado oficialmente el 2 de septiembre de 1967. O'Rahilly intentó asaltar el fuerte en 1967, pero Bates frustró el ataque con pistolas y bombas de gasolina. Como resultado, los Royal Marines británicos fueron al fuerte y ordenaron a Bates que se rindiera y recibieron disparos de advertencia disparados por el hijo de Bates, Michael. La pareja fue arrestada y acusada de delitos relacionados con armas, pero el tribunal desestimó el caso porque no tenía jurisdicción más allá de las aguas territoriales de Gran Bretaña. Bates tomó esto como un reconocimiento de facto de su país y siete años más tarde emitió una constitución, bandera e himno nacional, entre otras cosas. En 1978, un empresario alemán, junto con algunos otros alemanes y holandeses invadieron Roughs Tower, pero Bates la recuperó y finalmente los liberó, después de la visita de un diplomático de la embajada alemana en Londres.

## Ubicación
Según la carta del Almirantazgo, la ubicación del fuerte está en 51° 53,71′ N 1° 28,83′ E. La estructura está marcada por boyas cardinales este y oeste. Otras referencias (tomado de mapas terrestres) son la grilla de referencia TM3964227615 de Ordnance Survey, y en OpenStreetMap a 200 metros de la ubicación 51° 53'42.6 "N 1° 28'49.8" E.